# Cryptotis parva
La musaraña orejillas mínima (Cryptotis parva) es una especie de musaraña de la familia Soricidae. Es nativa de Canadá, Estados Unidos y México.

## Taxonomía
Se reconocen las siguientes subespecies:
- Cryptotis parva berlandieri
- Cryptotis parva floridana
- Cryptotis parva parva
- Cryptotis parva pueblensis
- Cryptotis parva soricina